# Dhou al-qiʿda
Dhou al-qiʿda (en arabe : ذُو ٱلْقِعْدَة, ðū al-qiʿda) est le onzième mois du calendrier musulman.

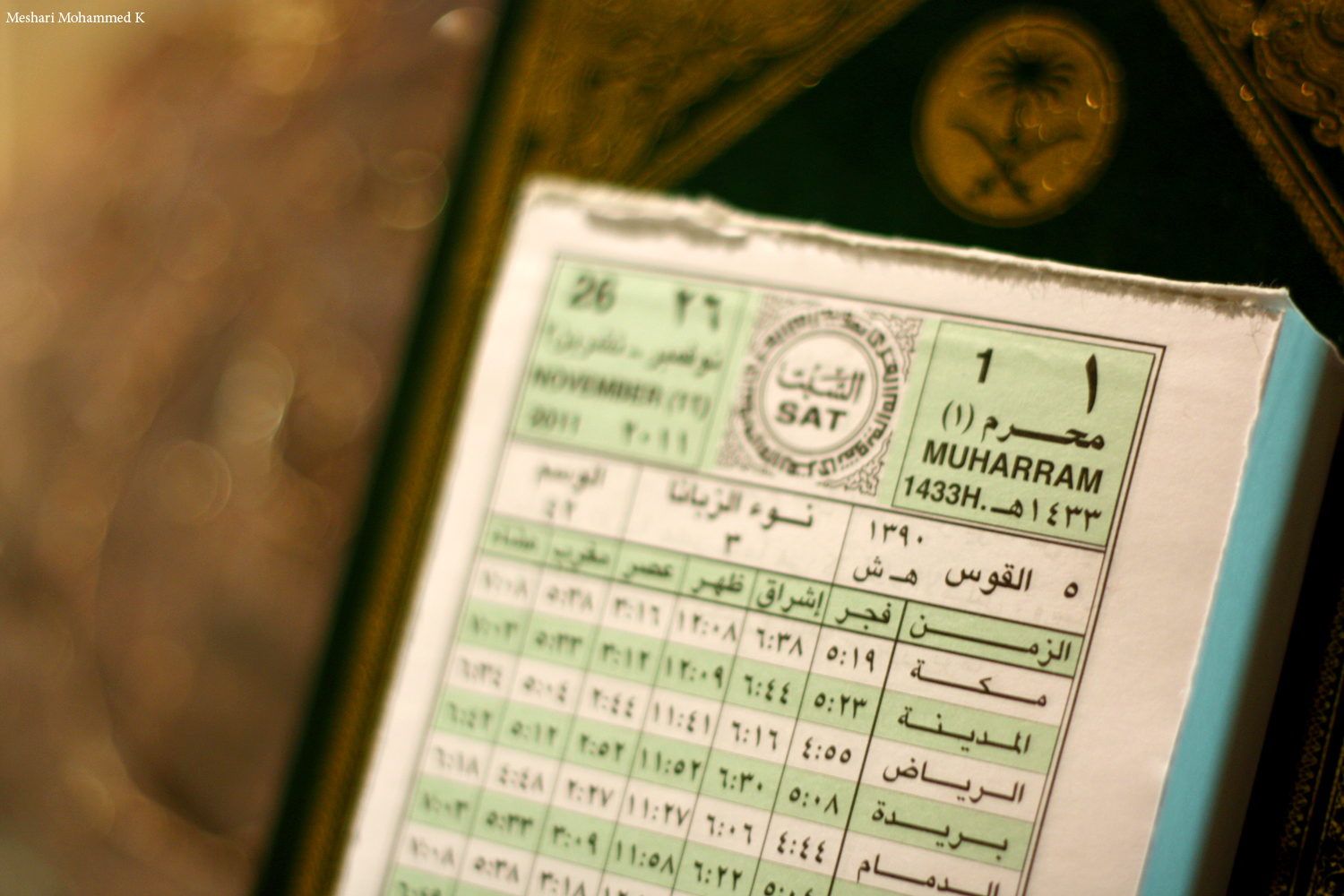
Un calendrier musulman

C'est l'un des quatre mois sacrés de l'islam avec mouharram, rajab et dhou al-hijja.

## Évènements chiites
- Le premier pèlerinage.
- Le premier, Hazrat Masoumeh de Qom sœur de Ali ar-Rida dir Raza, est née.
- Le 11, le huitième imam chiite duodécimain et alaouite Ali ar-Rida est né.
- Le 25, jour de naissance de Issa selon les croyances chiites.
- Le 29, le neuvième imam chiite Muhammad al-Taqi est martyrisé.